# Joshua Gordon
Joshua Gordon (* 1964) ist ein US-amerikanischer Cellist.
Gordon studierte an der Juilliard School Cello bei Jerome Carrington und Harvey Shapiro, später bei Joel Krosnick. Seine Lehrer für Kammermusik waren Samuel Sanders, Paul Zukofsky und die Mitglieder des Juilliard String Quartet.
Seit 1989 ist er in der von Mario Davidovsky und James Baker geleiteten Composers Conference aktiv. 2002 wurde er Mitglied des Lydian String Quartet (mit Andrea Segar, Judith Eisenberg und Mark Berger), mit dem er neben Werken der Klassik, Romantik und klassischen Moderne auch Werke von zeitgenössischen Komponisten wie Martin Boykan, Mohammed Fairouz, Vincent Persichetti, Yu-Hui Chang, Eric Chasalow, John Harbison, Lee Hyla, Donald Martino, Harold Meltzer, David Rakowski, Kurt Rohde und Yehudi Wyner aufführte. Der Worcester Chamber Music Society gehört er seit 2012 an. Daneben trat er als Gast zusammen mit verschiedenen Streichquartetten und Kammermusikensembles auf.
Mit Randall Hodgkinson bildet er das Gordon and Hodgkinson Duo, zu dessen Repertoire Kompositionen von Louis Gordon, Vanessa Lann, Gunther Schuller, Augusta Read Thomas und Scott Wheeler zählen. Ihr Debütalbum war eine Aufnahme des Gesamtwerkes von Leon Ornstein für Cello und Klavier.  Als Solist spielte Gordon neben Johann Sebastian Bachs Cellosuiten auch Werke zeitgenössischer Komponisten wie John Cage, Elliott Carter, Mario Davidovsky Morton Feldman, Jonathan Harvey, Tod Machover, Jeffrey Mumford, Vincent Persichetti, Peter Sculthorpe, Gunther Schuller und Roger Sessions. Seit 2002 unterrichtet Gordon als Professor an der Brandeis University. Zu seinen Schülern zählen u. a. Eric Schatz Alterman und Jacob MacKay.